# Unità residenziale Ovest
L'Unità residenziale Ovest, colloquialmente nota come Talponia, è un edificio residenziale situato nella città piemontese di Ivrea in Italia. Fa parte del complesso Olivetti di Ivrea, patrimonio mondiale dell'Unesco sotto la denominazione Ivrea, città industriale del XX secolo.

## Storia
Il progetto dell'edificio venne commissionato dalla Olivetti agli architetti Roberto Gabetti e Aimaro Oreglia d’Isola nel 1968. La committenza desiderava una struttura in cui poter alloggiare i dipendenti temporaneamente in visita a Ivrea presso la sede dell'azienda.

## Descrizione
L'edificio, adagiato su un declivio appositamente creato, ha la particolarità di presentare una pianta semicircolare, dal raggio di 70 metri, completamente interrata fatta eccezione per la facciata rivolta verso la grande corte interna. Il tetto pavimentato della struttura, accessibile dalla strada, si presenta come una sorta di piazza-terrazzo affacciata sulla sottostante corte interna, occupata da una collina piantumata. La forma della facciata, rivestita da una vetrata continua che si fonde con la balaustra in vetro della terrazza superiore, ricorda il celebre Royal Crescent di Bath in Inghilterra.
Il complesso, distribuito su due piani, è composto da 13 alloggi di 120 metri quadri disposti su due livelli e 72 alloggi ad un solo livello di 80 metri quadri, serviti da una strada coperta interamente percorribile, individuabile dall’esterno dal posizionamento delle cupole in plexiglas.

## Galleria d'immagini

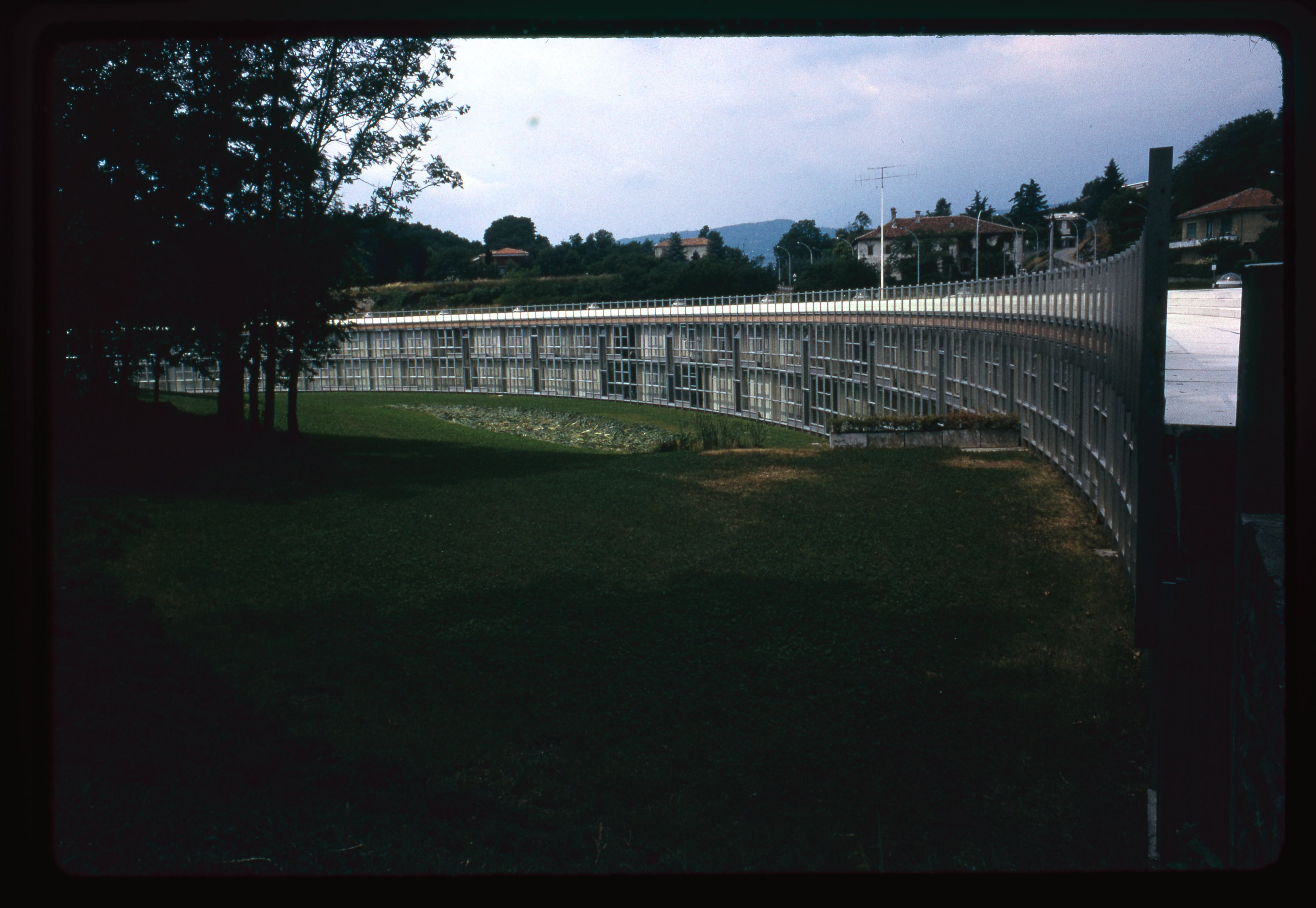
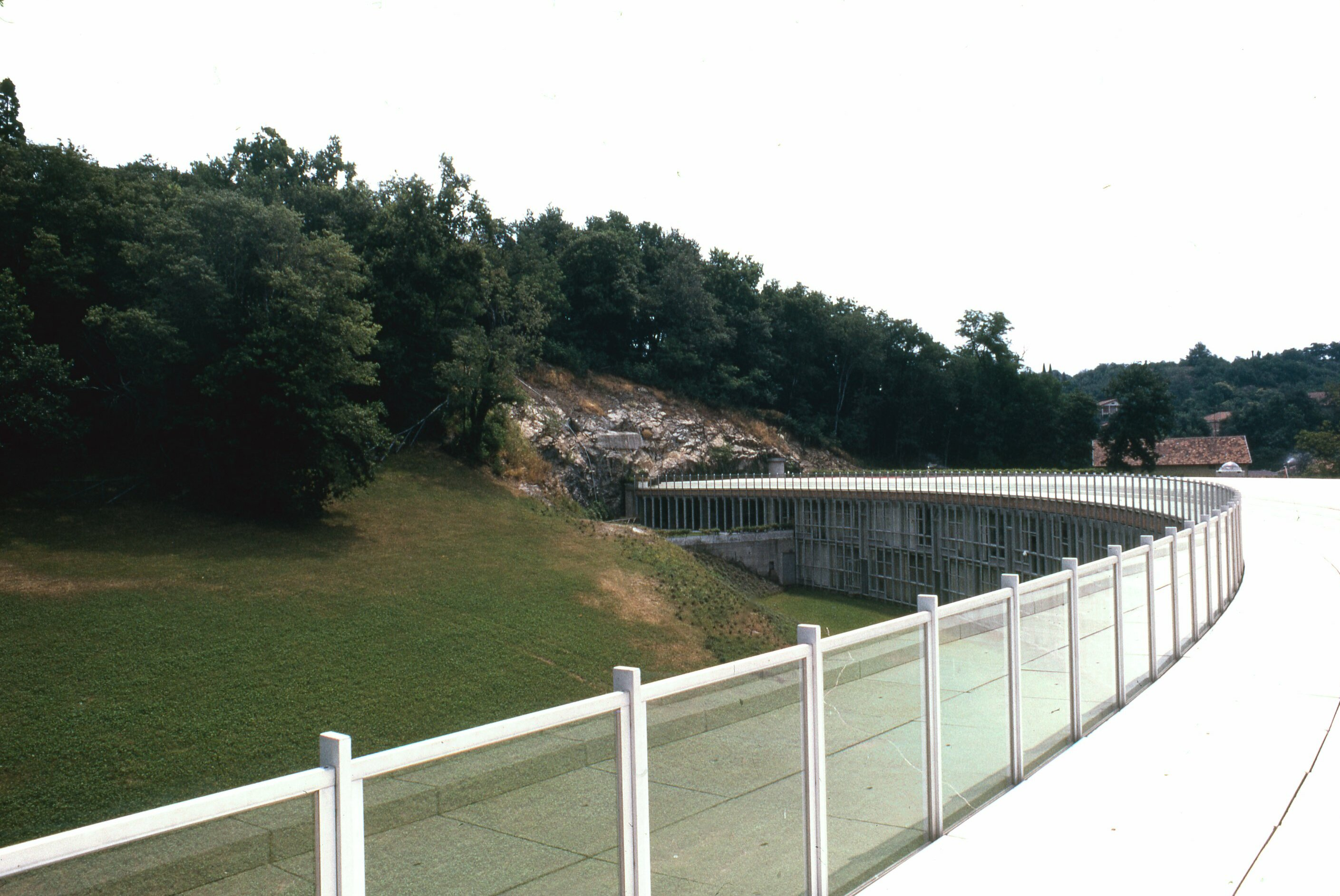
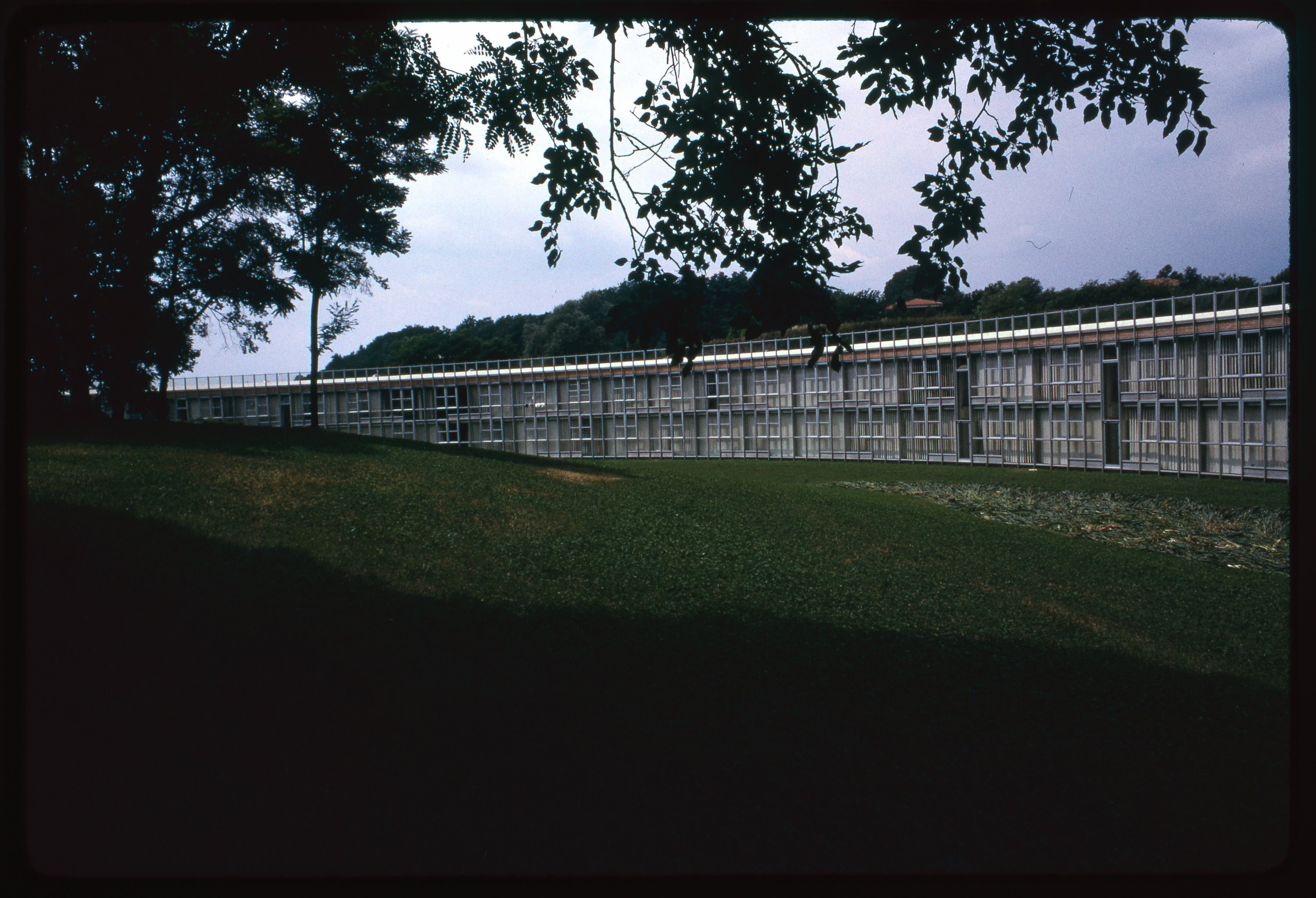